# Livingston (Kentucky)
Pour les articles homonymes, voir Livingston.
Ne pas confondre avec le comté situé dans le même État, le comté de Livingston.
La ville de Livingston est située dans le comté de Rockcastle, dans l’État du Kentucky, aux États-Unis. Sa population s’élevait à 226 habitants lors du recensement de 2010, estimée à 224 habitants en 2016.

## Histoire
Le premier bureau de poste a ouvert en 1840 sous le nom de Fish Point. La compagnie de chemin de fer Louisville and Nashville Railroad a atteint le site en 1870 et a nommé la gare d’après James Livingston, un propriétaire terrien local. Le bureau de poste a été renommé Livingston Station en 1879 et, à la suite de l’incorporation de la localité en 1880, a pris le nom de Livingston en 1882 
.

## Source
- (en) Cet article est partiellement ou en totalité issu de l’article de Wikipédia en anglais intitulé « Livingston, Kentucky » (voir la liste des auteurs).

1. ↑  Rennick, Robert. Kentucky Place Names, p. 176. University Press of Kentucky (Lexington), 1987. Accessed 1 August 2013.